# HMS Valiant (1914)
HMS Valiant (02) was een slagschip van de Queen Elizabeth-klasse van de Britse Royal Navy. In juni 1912 werd de bouwopdracht verstrekt en op 31 januari 1913 volgde de kiellegging bij de scheepswerf van Fairfield in Schotland. Het slagschip werd op 4 november 1914 te water gelaten en in februari 1916 aan de Britse Admiraliteit overgedragen.

## Eerste Wereldoorlog
De bouwopdracht voor HMS Valiant werd gegund aan de Fairfield Shipbuilding & Engineering Company, Limited. Het schip werd gebouwd bij dezelfde werf als de slagkruiser HMS Indomitable. HMS Valiant werd gebouwd in opdracht van de Britse Admiraliteit. De werf waar ze werd gebouwd leed een verlies van £ 78.836 op het bouwcontract. De scheepsturbines werden ook vervaardigd door Fairfield en de bepantsering werd gefabriceerd bij William Beardmore & Co.
Tijdens de indienststelling op 19 februari 1916 was kapitein-ter-zee Maurice Woollcombe commandant van het slagschip, dat vervolgens deel uitmaakte van het 5e Battle Squadron van de Grand Fleet. Tijdens de Zeeslag bij Jutland, die plaatsvond in de Eerste Wereldoorlog, vuurde zij 288 15-inchgranaten af op schepen van de Duitse Hochseeflotte. De zusterschepen van HMS Valiant (op HMS Queen Elizabeth na, die niet bij de strijd betrokken was), hadden alle averij opgelopen tijdens de zeeslag maar de Valiant zelf werd gespaard. Een van de 15-inchkanonnen die de Valiant had gebruikt tijdens de zeeslag bij Jutland werd later van boord gehaald en opgesteld bij de kustbatterij van Johore in Singapore. Op 24 augustus van datzelfde jaar kwam ze in aanvaring met haar zusterschip HMS Warspite en lag ze tot 18 september 1916 in dok voor herstelwerkzaamheden.

## Interbellum
Van 1929 tot 1930 werd HMS Valiant ingrijpend gemoderniseerd. De romp werd voorzien van extra antitorpedobepantsering waardoor de breedte van het schip opliep tot 31,70 m. De twee schoorstenen werden samengevoegd tot een grote. Twee torpedobuizen werden verwijderd en er werd een vliegtuigkatapult geplaatst. Door deze moderniseringen bedroeg de maximale waterverplaatsing nu 35.970 ton.
In 1931 was haar bemanning betrokken bij de Invergordon Muiterij.
Van maart 1937 tot november 1939 werd ze wederom gemoderniseerd, ditmaal in Devonport bij Plymouth. De machines werden vervangen door acht Brown Curtis stoomturbines en 24 Babcock & Wilcox stoomketels. Het machinevermogen bedroeg hierdoor 80.000 pk. De brandstofvoorraad bedroeg 3393 ton stookolie. Desondanks werd de maximumsnelheid teruggebracht tot 23,5 knopen. De secundaire bewapening werd aangepast in 10 Mk I dubbelloops snelvuurkanonnen van 11,4 cm en vier achtloops tweeponder pom pom mitrailleurs. Hierdoor nam de diepgang toe tot 10 meter en de maximum waterverplaatsing tot 36.513 ton.

## Tweede Wereldoorlog
HMS Valiant deed in 1940 dienst bij de Home Fleet. In 1941 kwam ze in actie in het Middellandse Zeegebied en in 1942 in de Indische Oceaan en de Atlantische Oceaan. In 1943 en 1944 nam ze deel aan de strijd in de Middellandse Zee. In april 1940 nam ze deel aan operaties bij Noorwegen, die de Duitse invasie moesten tegengaan.

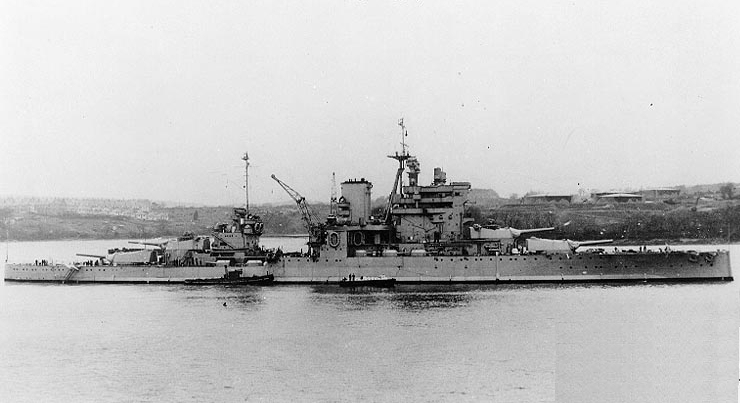
HMS Valiant in 1939

Op 21 april 1941 stond HMS Valiant onder bevel van admiraal Andrew Cunningham. De Valiant beschoot samen met de slagschepen HMS Barham en HMS Warspite, de kruiser HMS Gloucester en verschillende torpedojagers, de haven van Tripoli, Libië. Zij was een van de drie slagschepen die deelnamen aan het uitschakelen van de Franse Vloot in Mers-el-Kébir bij Oran in Algerije. Ze was ook betrokken bij de slag bij Kaap Matapan.

### Ondergang van HMS Barham
Op 25 november 1941 waren HMS Queen Elizabeth, HMS Barham en HMS Valiant, begeleid door 8 torpedojagers, onderweg vanuit Alexandrië, Egypte naar de Middellandse Zee. De U-331 van Oberleutnant Freiherr Hans-Diedrich von Tiesenhausen schaduwde het eskader. Hij besloot een van de slagschepen aan te vallen. Von Tiesenhausen koos de HMS Barham als doelwit en lanceerde vanuit de vier boegbuizen zijn torpedo's af op het slagschip dat in het midden in kiellinie voer. De U-331 ging op periscoopdiepte varen maar werd waargenomen door HMS Valiant, die meteen een ramkoers inzette. De U-boot kon ternauwernood duiken en onder de kiel van de aanstormende Valiant varen. Intussen werd HMS Barham dodelijk getroffen, kapseisde naar bakboord en zonk.

### Sabotage
HMS Valiant nam ook deel aan de slag om Kreta. Ze werd hierbij getroffen door twee bommen. In december 1941 werden de Valiant en haar zusterschip HMS Queen Elizabeth door Italiaanse bemande torpedo's zwaar beschadigd bij de Aanval op Alexandrië. Luigi Durand de la Penne was de kikvorsman die erin slaagde een magnetische kleefmijn te bevestigen op de romp van de Valiant. Hij werd samen met de andere kikvorsmannen ontdekt en krijgsgevangen gemaakt. Durand de la Penne weigerde de Britse commandant te vertellen waar hij de mijnen had gekleefd. Pas enkele minuten voor ze tot ontploffing kwamen gaf hij zijn geheimen prijs, zodat de bemanning van de Britse schepen zich op het nippertje in veiligheid wist te brengen. Een van de magnetische mijnen was voor de ontploffing losgeraakt van de romp en daardoor liep HMS Valiant minder averij op dan haar zusterschip HMS Queen Elizabeth. Ook bij dit schip hadden de Italiaanse kikvorsmannen kleefmijnen geplaatst. Ondanks de zware averij bleef ze nog drijven en kwam ze niet op de havenbodem te liggen.
De tanker Sagone werd ook getroffen door mijnen van de Italiaanse duikers. Het eigenlijke doelwit van de aanval was het vliegkampschip HMS Eagle, maar dit was op het moment van de aanval niet in Alexandrië. Ook de torpedobootjager HMS Jarvis, die langszij de tanker lag liep averij op. Ondanks het feit dat ze bijna buiten gevecht gesteld was, leek het erop dat de HMS Valiant nog steeds gevechtsklaar was. De Royal Navy verspreidde zelfs foto's in de Britse pers die de indruk wekten dat de Valiant geen zichtbare averij had opgelopen. De Valiant moest uitwijken naar Durban in Zuid-Afrika waar ze in dok ging voor herstelwerkzaamheden.
HMS Valiant lag 16 maanden in dok te Durban in Zuid-Afrika. Toen de herstelwerkzaamheden waren voltooid, ging ze op weg naar de Middellandse Zee en verleende ze vuursteun tijdens de landing van Sicilië (Operatie Husky) in juli 1943. In september 1943 was ze betrokken bij de landing van Salerno (Operatie Avalanche), waarbij ze ook vuursteun verleende. Ze beschoot er Duitse troepen die zich in Salerno verschanst hadden. Na de gecapituleerd van Italië op 8 september 1943, begeleidde ze de Italiaanse vloot op weg naar Malta.

### Verre Oosten
HMS Valiant vertrok in 1944 naar het Verre Oosten om daar met de Eastern Fleet deel te nemen aan de aanval tegen Japanse troepen in Indonesië. Op 8 augustus 1944 liep ze zware averij op toen ze in het drijvende droogdok in Trincomalee, Ceylon lag. Het droogdok stortte in waardoor de herstelwerkzaamheden aan het slagschip kwam stil te liggen. De twee binnenste schroeven en een van de roeren waren ontzet. De Valiant ging op weg naar Alexandria waar ze opnieuw in dok ging. De Valiant kon echter geen rechte koers aanhouden en haar snelheid was teruggelopen tot niet meer dan 8 knopen. Ze kwam tot aan de baai van Suez, maar ze was niet in staat het Suezkanaal binnen te varen.
Luitenant-ter-zee Peter Keeble, een ervaren duiker en reddingsexpert, nam de leiding op zich van de ontmanteling van de beide schroefassen. Keeble was erin geslaagd de onderwatersnijbranders te perfectioneren door het combineren van Britse en Italiaanse technologie. De schroefasuithouders werden met behulp van snijbranders verwijderd en zo kon de Valiant nu wel door het Suezkanaal varen. Zij keerde terug naar het Verenigd Koninkrijk waar ze in juli 1945 uit dienst werd gesteld.

## Naoorlogse periode
HMS Valiant werd nu een opleidingsschip om stokers op te leiden in Devonport. Ze werd op 19 maart 1948 van de sterkte afgevoerd. Op 11 augustus 1948 vertrok ze uit Devonport en ging ze op weg naar Arnott Young in Cairnryan waar ze werd gesloopt.

## Notities
- Campbell. The Rise and Fall of Scottish Industry. p. 65.
- "Engineering Works and Trades" (News). The Times. Wednesday, 28 January. Issue 40432, col A, pg. 17.
- Hack and Blackburn. Did Singapore have to Fall?. p. 98.
- "Queen Elizabeth Class Battleship" (HTML). http://www.worldwar1.co.uk/battleship/hms-queen-elizabeth.html. Retrieved on 2008-03-08.
- Winston S. Churchill, The Grand Alliance. p. 241.
- Winton, John. Cunningham. John Murray Publishers.
- Keeble, Peter. Ordeal by Water. Longmans, Green and Company. Chapter 11.
- Parkes. British Battleships. pp. 177.
- Dittmar; Colledge. British Warships: 1914-1919. pp. 34.
- "Valiant's Last Voyage" (News in Brief). The Times. Wednesday, 11 August. Issue 51147, col E, pg. 7.